# Compañía del Ferrocarril de Córdoba a Sevilla
La Compañía del Ferrocarril de Córdoba a Sevilla (CS) fue una compañía ferroviaria española que operó en el siglo XIX. Tenía la propiedad y explotación de la línea ferroviaria que unía Córdoba y Sevilla, discurriendo por el valle medio del Guadalquivir. La compañía tuvo una corta existencia y terminaría desapareciendo en 1875, tras ser absorbida por MZA.

## Historia
La línea férrea de Córdoba a Sevilla fue una de las primeras líneas de las que se otorgó concesión, en tanto que era una de las más importantes como parte del trazado que unía la Meseta con Andalucía. Además, esta serviría de nexo para las comunicaciones con el Atlántico a través del puerto de Cádiz y el Mediterráneo a través del puerto de Málaga. En principio la concesión fue dada a José Joaquín Figueras por una Real Orden de 1852 para el trayecto Sevilla-Andújar, aunque al año siguiente sería reducida hasta Córdoba. Ante la falta de fondos, Figueras cedió los derechos a una compañía de capital extranjero, el Crédito Mobiliario Francés.
Este acabaría poniéndose de acuerdo con algunos empresarios españoles, lo que daría lugar a la formación el 20 de junio de 1857 de la llamada «Compañía del Ferrocarril de Córdoba a Sevilla». La nueva sociedad encontró algunas obras empezadas por sus antecesores, por lo que continuó con los trabajos, llegándose a emplear unos 3000 obreros. Fue una de las construcciones más sencillas de la época debido a lo llano del valle del Guadalquivir. Para el 5 de marzo de 1859 se había completado el tramo Sevilla-Lora del Río, mientras que el de Lora a Córdoba se finalizó el 25 de abril, quedando así completada la totalidad del trazado. El coste total de las obras se estimó en veintisiete millones de francos. Aunque el primer tren que circuló por durante el mismo día de su finalización, hasta el 2 de junio no se recibió la autorización gubernamental para la apertura al tráfico. En Sevilla se construyó una primitiva estación en Plaza de Armas —que décadas después sería sustituida por unas instalaciones modernas—, mientras que en Córdoba la estación original se situó en la actual avenida de América, que era donde entonces llegaban los límites de la ciudad.
La explotación del ferrocarril fue fácil y con buenos resultados, pero en el primer año completo (1860) de servicios las obras realizadas dejaron mucho que desear ante las inclemencias climáticas, y las crecidas del río provocaron numerosos problemas en los tramos ferroviarios más cercanos al Guadalquivir, lo que obligó nuevas obras y transbordos en numerosos puntos. En ese mismo año y parte del anterior se puso a prueba la línea con el gran número de transportes militares que pasaron por la línea debido a la guerra que estaba teniendo lugar en Marruecos. A finales de aquel año los beneficios de la empresa eran notables, situación que se repitió durante la siguiente década. Sin embargo, el consejo de administración se quejaba de la ausencia de caminos y carreteras de acceso a las estaciones por donde el tráfico pudiera afluir. Para favorecer su acceso a la línea, la propia compañía mejoró un camino de 13 kilómetros hasta Carmona (el posterior ferrocarril Guadajoz-Carmona), e intentó hacer lo mismo con un camino que iba de Écija a Palma del Río. A pesar de todo, la empresa continuó con sus actividades sin grandes problemas y con buenas cuentas.

### Desaparición
Hacia 1874 la CS empezó a negociar una fusión con la Compañía del Ferrocarril de Sevilla a Jerez y Cádiz, pero la operación se frustraría por discrepancias entre empresas. En 1875 se entró en negociaciones con la Compañía de los Ferrocarriles de Madrid a Zaragoza y Alicante (MZA). Con esta empresa siempre había existido una buena sintonía. Se acordó que MZA se anexionara la compañía del Córdoba-Sevilla, a cambio de que ésta diera carta blanca a la Compañía de los Caminos de Hierro del Norte de España para anexionarse a la Compañía de los Ferrocarriles de Zaragoza a Pamplona y Barcelona (ZPB). Aunque «Norte» no era propietaria del ferrocarril Córdoba-Sevilla, sí lo era el Crédito Mobiliario —entidad financiera que también tenía acciones en «Norte»—. A finales de 1875 se completaría esta operación.

## Parque motor

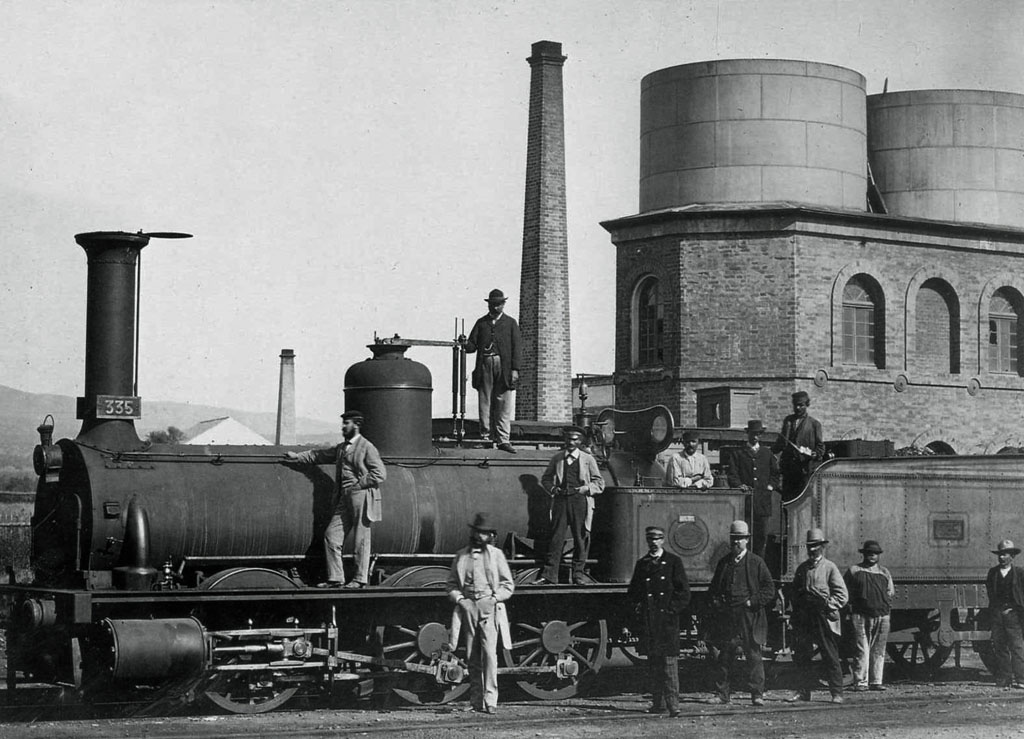
Una de las locomotoras de la compañía en Córdoba, 1867

| Tipo | Fabricante                   | N° de fábrica | Año  | Peso (t) | Notas                      |
| 120  | Stephenson, Newcastle        | 1035-1036     | 1857 | ?        | .                          |
| 120  | Schneider & Cie., Le Creusot | 321-332       | 1857 | 27,6     | .                          |
| 030  | Haswell, Viena               | 689-692       | 1863 | 27,9     | Cedida a la compañía Norte |